# Phytomyza frontalis
Phytomyza frontalis este o specie de muște din genul Phytomyza, familia Agromyzidae. A fost descrisă pentru prima dată de Johann Wilhelm Meigen în anul 1830.
Este endemică în Germania. Conform Catalogue of Life specia Phytomyza frontalis nu are subspecii cunoscute.